# Дика Мем
Дика Мем (фр. Dika Mem; Версај, 31. август 1997) француски је рукометаш и репрезентативац који тренутно игра за шпанског прволигаша Барселону на позицији десног бека.
Од 2015. до 2017. играо је за Трамбле када је прешао у Барселону. За Француску репрезентацију је дебитовао 2016. године са којом је освојио злато на Светском првенству 2017. године у Француској и бронзу на Светском првенству 2019. у Данској и Њемачкој и Европском првенству 2018. у Хрватској.

## Клупски профеји

### Барселона
- АСОБАЛ лига (6) : 2017, 2018, 2019, 2020, 2021, 2022.
- Куп Шпаније (6) : 2017, 2018, 2019, 2020, 2021, 2022.
- Куп АСОБАЛ (6) : 2017, 2018, 2019, 2020, 2021, 2022.
- Суперкуп Шпаније (6) : 2016, 2017, 2018, 2019, 2020, 2021.
- ЕХФ Лига шампиона (2) : 2021, 2022. (финале 2020)
- Светско клупско првенство (3) : 2017, 2018, 2019.